# Volkswagen ID.5
A Volkswagen ID.5 a Volkswagen akkumulátoros SUV autótípusa, mely a Volkswagen ID.4-gyel a tetővonalától eltekintve szinte teljesen megegyezik. 2021 novemberében mutatták be. Az ID-típuscsalád negyedik tagja, az Európában kapható autók közül pedig a harmadik. A Volkswagen által szériaváltozatban bemutatott modellt 2022 januárja óta a Volkswagen-csoport más elektromos autóival együtt gyártják a szászországi Zwickauban lévő Volkswagen-üzemben. A Volkswagen ID.5 2022 májusa óta megvásárolható. Először az ID.5-nél vezették be az új 3.0 szoftvergenerációt és a kétirányú töltés funkcióját a Volkswagennél.

## Megjelenése

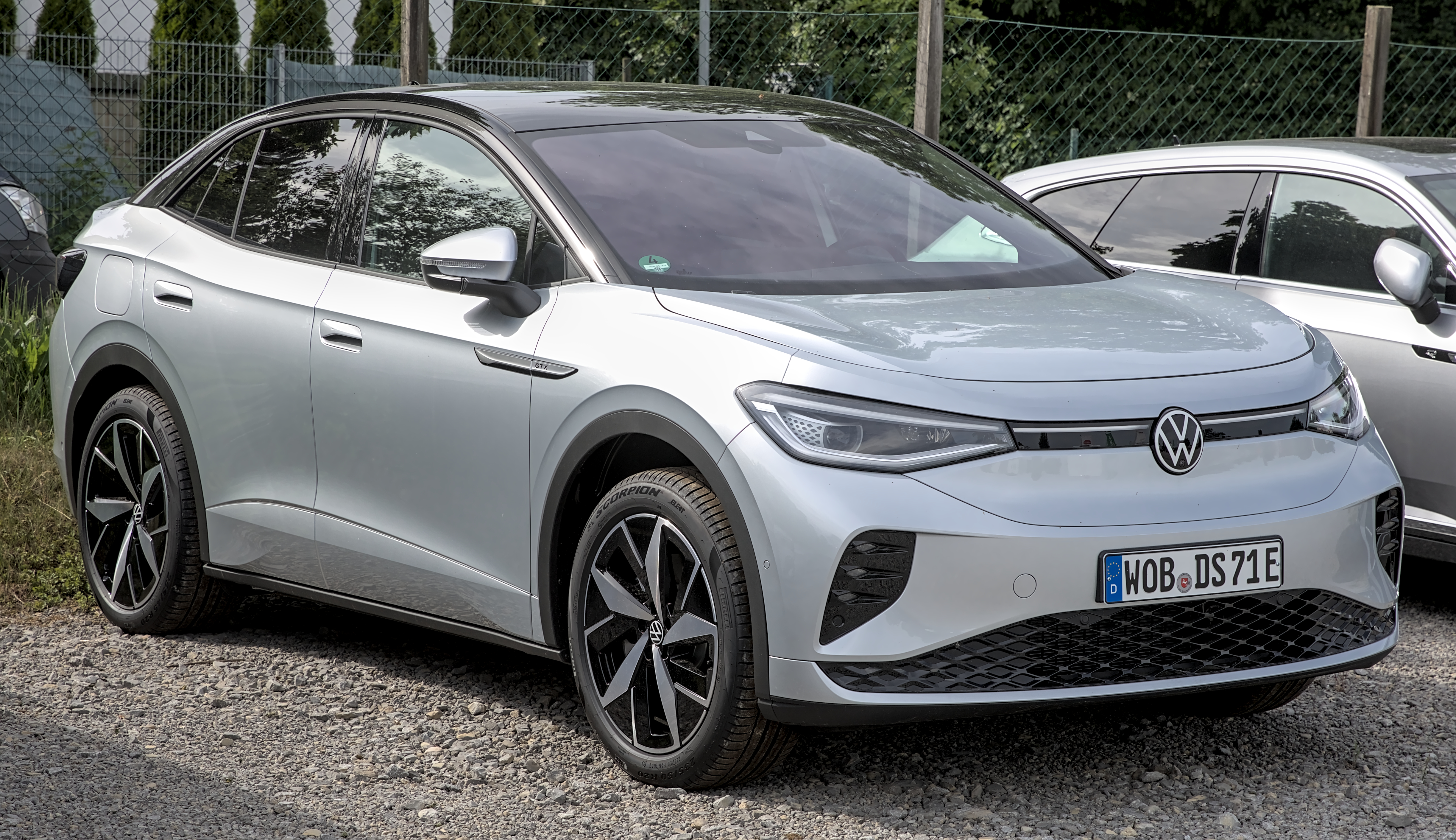
Elölnézetből
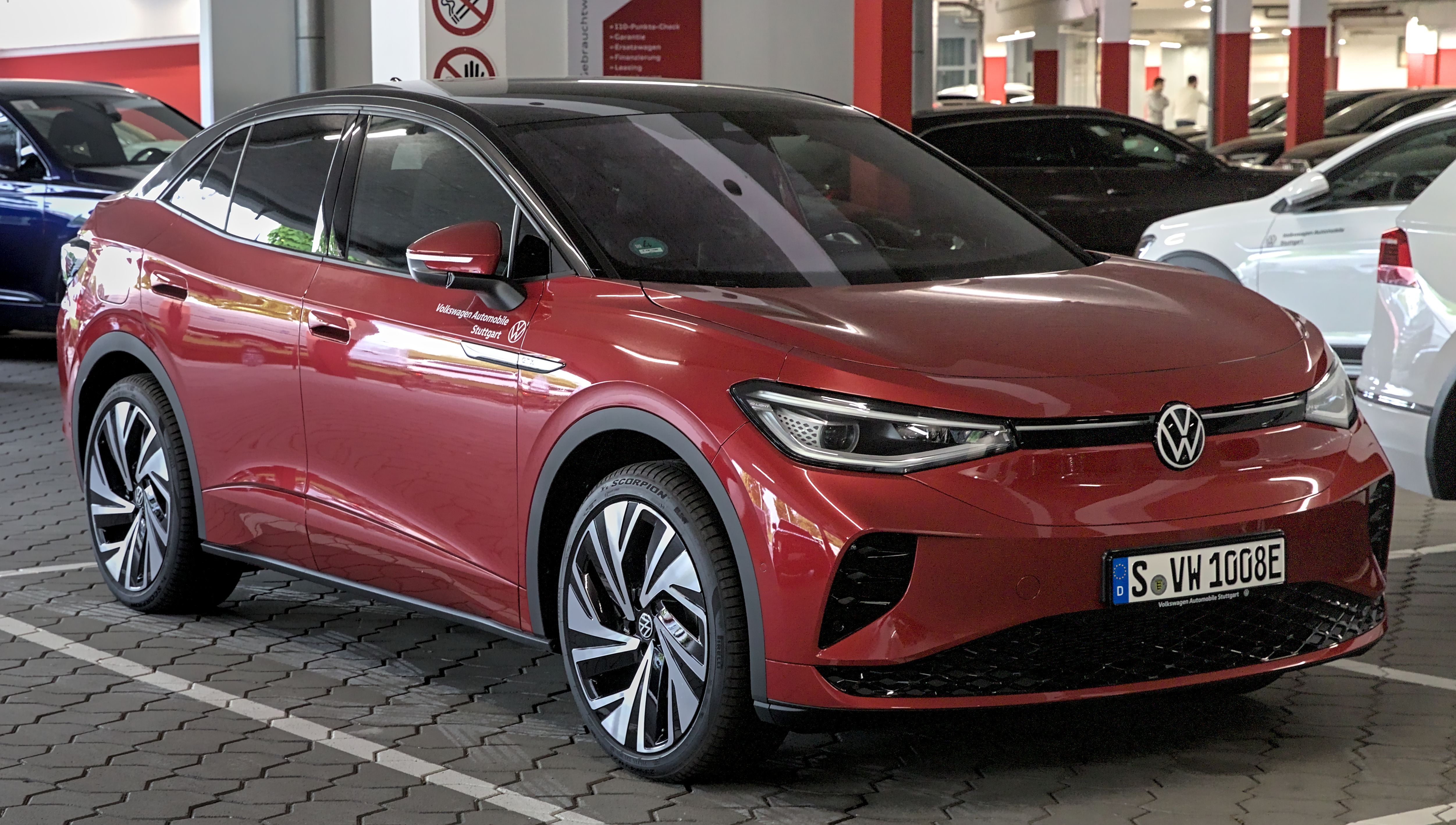
Elölnézetből
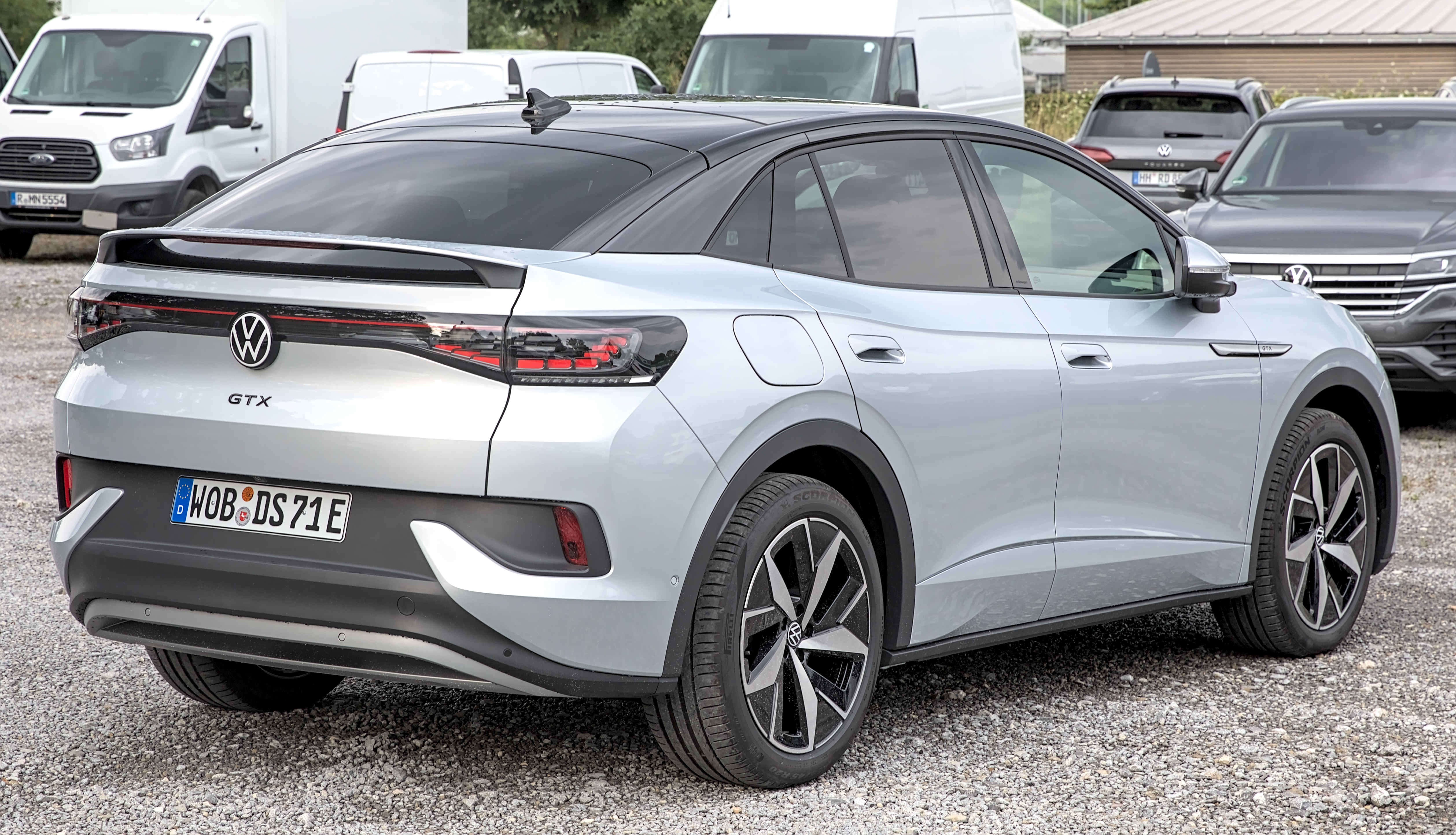
Hátulnézetből
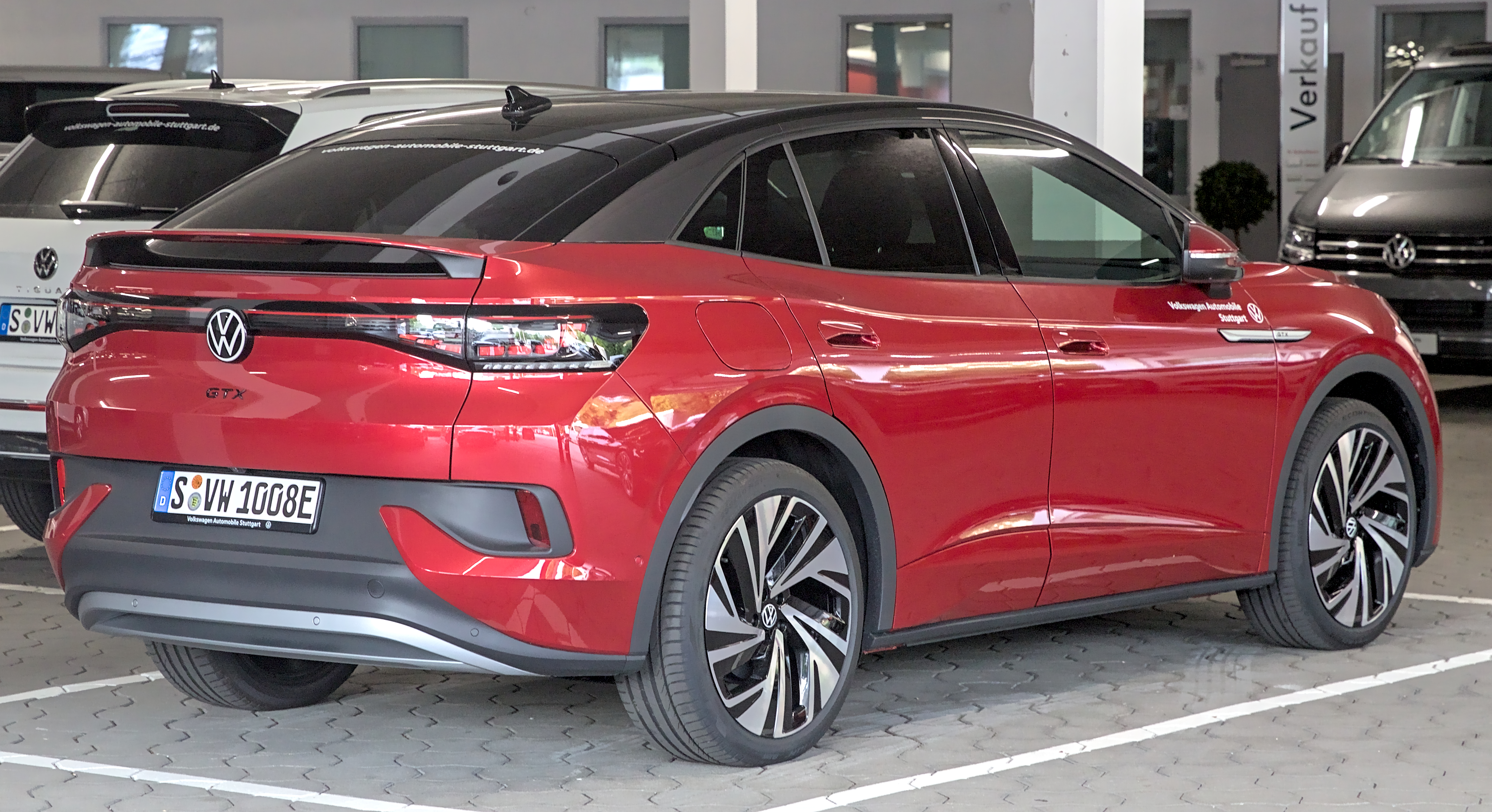
Hátulnézetből
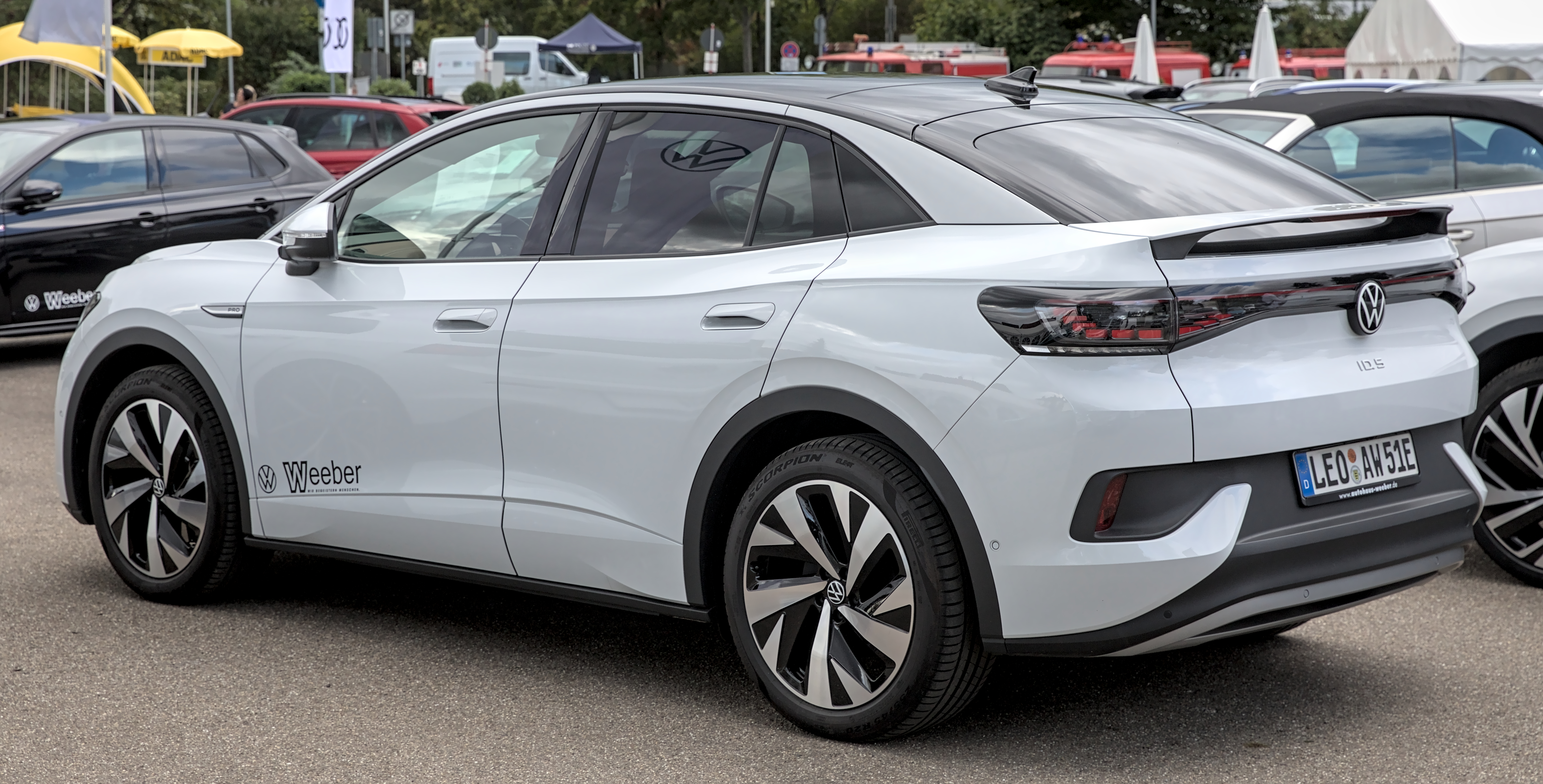
Hátulnézetből
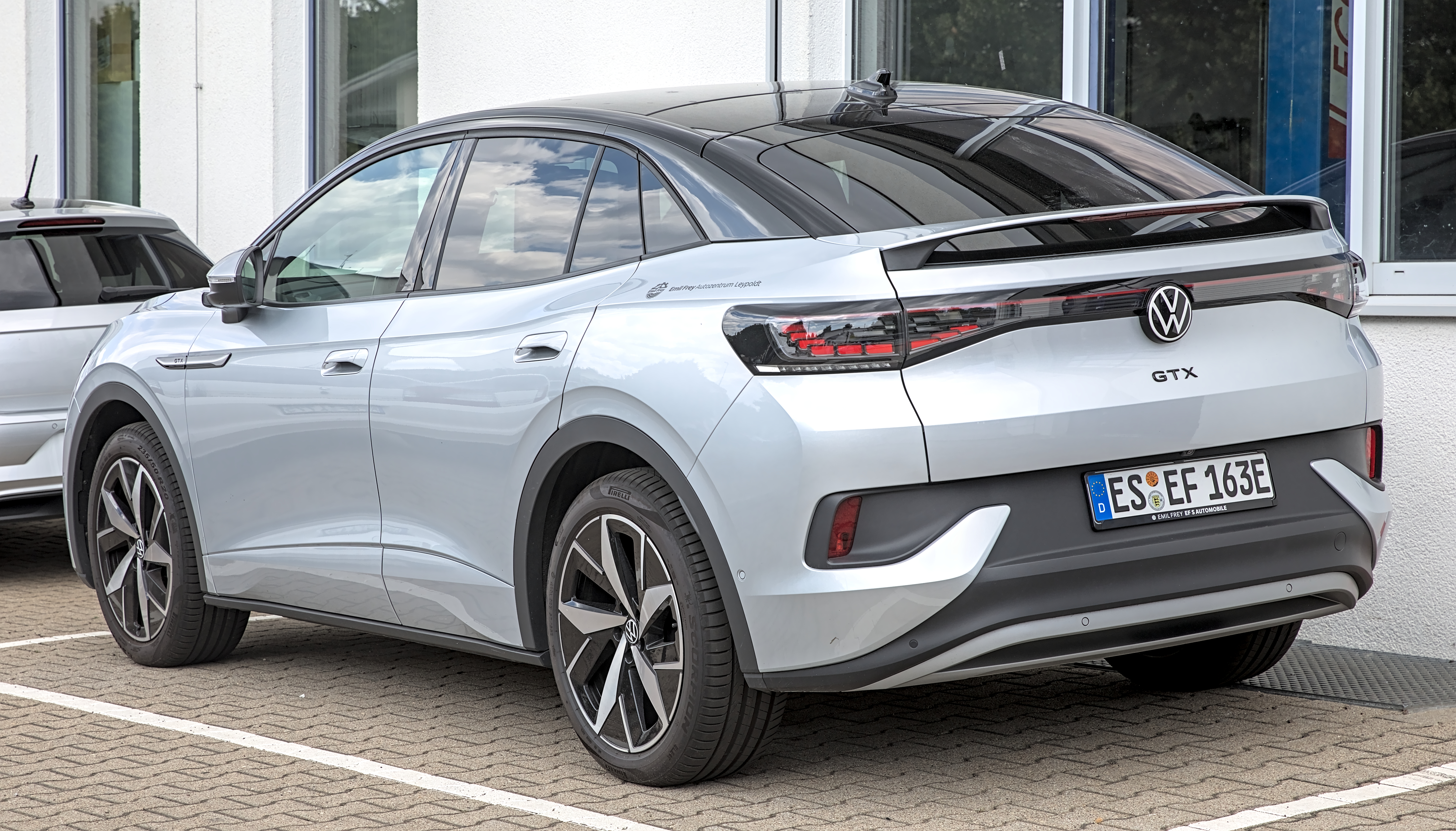
Hátulnézetből

### A tanulmányautó

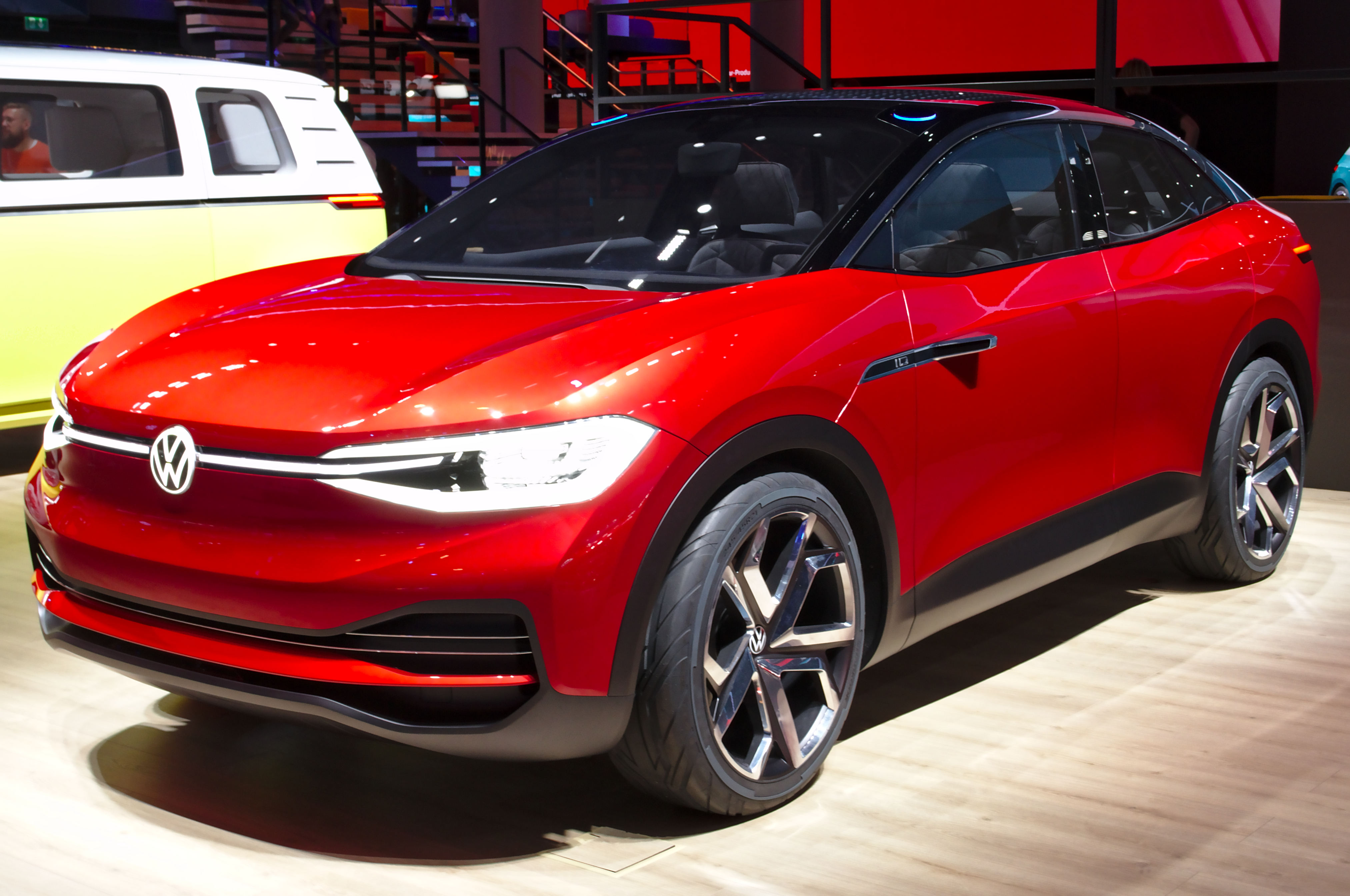
Volkswagen ID.Crozz tanulmányautó a 2019-es Frankfurti Autószalonon

A Volkswagen ID.5 az ID.4-gyel együtt a Volkswagen ID.Crozz tanulmányautóhoz nyúlik vissza, amelyet 2017 áprilisában a Sanghaji Autószalonon mutattak be, mint a Volkswagen harmadik ID-koncepcióautóját. A 2017. szeptemberi Frankfurti Autószalonon pedig bemutatták az ID.Crozz továbbfejlesztett változatát, amely közelebb állt a sorozatgyártott változathoz.

### A piaci bevezetése
A sorozatgyártású modellt 2021. november 3-án mutatták be hivatalosan, és 2022 májusa óta három különböző motorral kapható. Közvetlen versenytársak a Volkswagen-csoportból az azonos műszaki alappal rendelkező Audi Q4 Sportback e-tron, amely a Volkswagen ID.5 előtt jelent meg a piacon, és a Škoda Enyaq kupé változata, amely a Volkswagen ID.5 bemutatásának idején még tesztelési stádiumban volt, valamint ezeknek a modelleknek a ferde tetővonal nélküli hagyományos változatai, amelyek mindegyike már a Volkswagen ID.5 előtt is elérhető volt a piacon.

## Műszaki adatok

### Akkumulátor és töltési sebesség

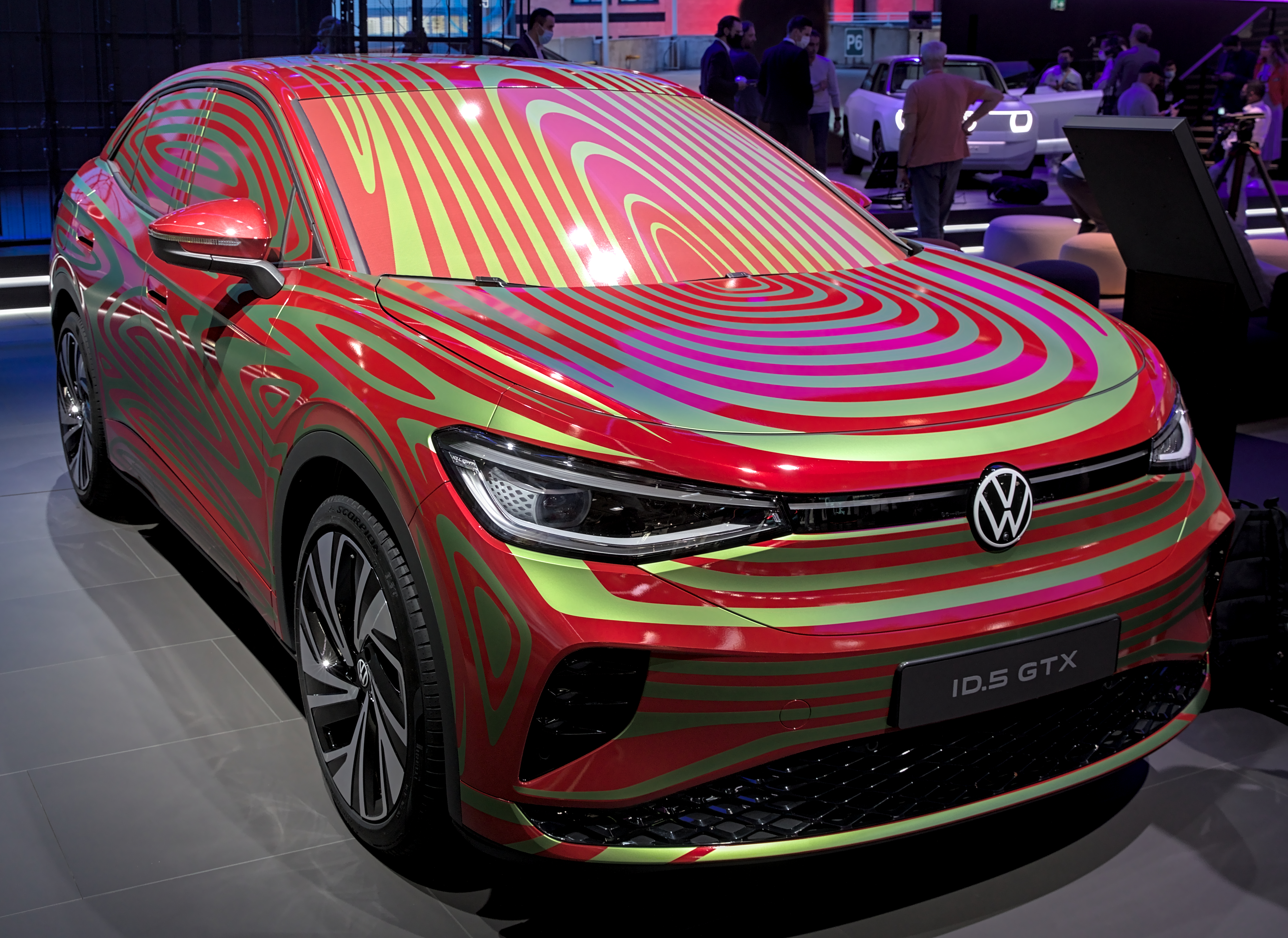
A fóliával álcázott prototípus elölnézetből

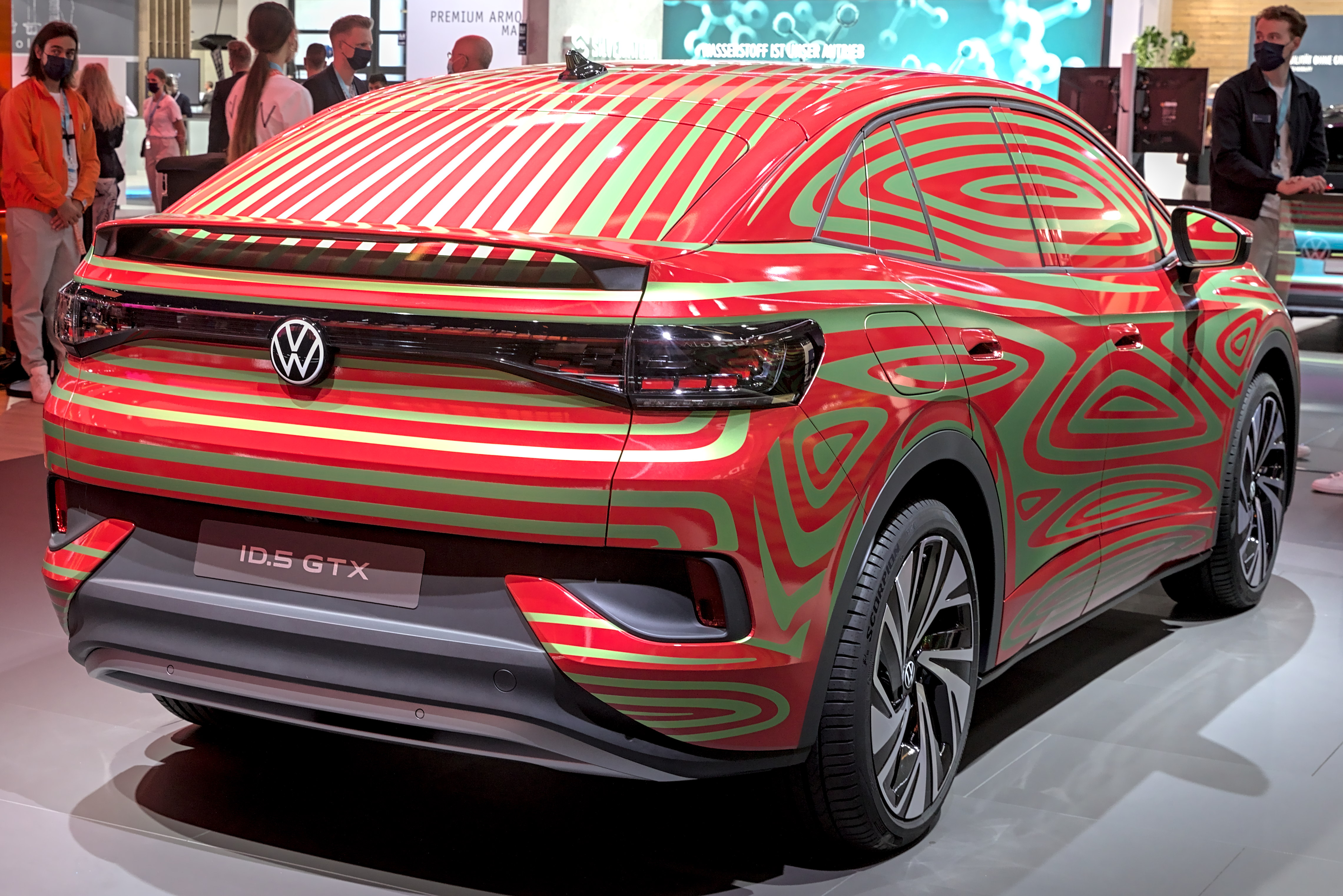
A fóliával álcázott prototípus hátulnézetből a feltűnő hátsó légterelővel, amilyennel egyetlen másik Volkswagen autótípus sem rendelkezik

A jármű a moduláris elektromos hajtásrendszerre (MEB) épül, hatótávolsága körülbelül 500 km, köszönhetően a 77 kWh-s akkumulátornak, amely akár 135 kW egyenárammal is tölthető.

### Méretek
Az egyetlen különbség a Volkswagen ID.5 és az ID.4 között a lejtős tetővonal. Ez tükröződik a méretekben, de a légellenállási együtthatóban is. A Volkswagen ID.5 GTX légellenállási együtthatója 0,27, míg a Pro verzióé 0,26. A Volkswagen ID.5 csomagtartója 549 liter, lehajtott hátsó ülésekkel 1575 liter, ami meghaladja ID.4 csomagtartójának méretét.

### Biztonság
2021 tavaszán a Volkswagen ID.4 járműbiztonsági vizsgálatát az Euro NCAP végezte, melyen öt csillagot kapott a lehetséges ötből.

### Táblázatos ábrázolás
|                                               | Pro                  | Pro Performance Upgrade | GTX                 |
| --------------------------------------------- | -------------------- | ----------------------- | ------------------- |
| Gyártási időszak                              | 2022. január óta     | 2022. január óta        | 2022. január óta    |
| Max. rendszerteljesítmény                     | –                    | –                       | 220 kW              |
| Maximális teljesítmény, első tengely          | –                    | –                       | 70 kW               |
| Maximális teljesítmény, hátsó tengely         | 128 kW               | 150 kW                  | 150 kW              |
| Maximális rendszernyomaték                    | –                    | –                       | 460 Nm              |
| Maximális nyomaték, első tengely              | –                    | –                       | 162 Nm              |
| Maximális nyomaték, hátsó tengely             | 235 Nm               | 310 Nm                  | 310 Nm              |
| Meghajtás típusa                              | Hátsókerék-meghajtás | Hátsókerék-meghajtás    | Összkerék-meghajtás |
| Saját tömeg vezetővel                         | 2117 kg              | 2117 kg                 | 2242 kg             |
| Megengedett legnagyobb súly                   | 2650 kg              | 2650 kg                 | 2750 kg             |
| Gyorsulás, 0–100 km/h                         | 10,4 mp              | 8,4 mp                  | 6,3 mp              |
| Maximális sebesség                            | 160 km/óra           | 160 km/óra              | 180 km/óra          |
| Akkumulátor kapacitása, bruttó / nettó        | 82 kWh / 77 kWh      | 82 kWh / 77 kWh         | 82 kWh / 77 kWh     |
| Energiafogyasztás 100 km-en (NEFC, kombinált) | 16,2 kWh             | 16,2 kWh                | 17,1 kWh            |
| Hatótávolság (WLTP)                           | 516 km               | 521 km                  | 491 km              |
| Légellenállási együttható (cw)                | 0,26                 | 0,26                    | 0,27                |

## Fordítás
Ez a szócikk részben vagy egészben  a   VW ID.5 című német Wikipédia-szócikk ezen változatának fordításán alapul.  Az eredeti cikk szerkesztőit annak laptörténete sorolja fel. Ez a jelzés csupán a megfogalmazás eredetét és a szerzői jogokat jelzi, nem szolgál a cikkben szereplő információk forrásmegjelöléseként.